# Venedykt Aleksijčuk
Mons. Venedykt Aleksijčuk, M.S.U. (světským jménem: Valerij; * 16. ledna 1968, Borščivka) je ukrajinský duchovní Ukrajinské řeckokatolické církve, studita a biskup eparchie svatého Mikuláše v Chicagu.

## Život
Narodil se 16. ledna 1968 ve vesnici Borščivka Rovenské oblasti.
Navštěvoval Oděskou zdravotnickou školu a poté pracoval ve zdravotnictví. Roku 1990 vstoupil do kněžského semináře v Drohobyči. Dne 29. března 1992 byl kardinálem Miroslavem Ivanem Ljubačivským vysvěcen na kněze a inkardinován do lvovské archieparchie. Roku 1993 vstoupil do Svatouspenské Univské lávry. Dne 13. října 1993 složil své časné řeholní sliby a 31. srpna 1995 sliby věčné. Na Katolické univerzitě v Lublinu získal doktorát ze spirituální teologie.
Sloužil ve vesnici Bystrycja a od roku 1994 v běloruském Polocku. O dva roky později byl poslán do Kanady, kde působil ve městě St. Catharines. Roku 2000 byl zvolen igumenem Univské lávry. Od roku 2007 byl zodpovědný za sekretariát rady mnichů Ukrajinské řeckokatolické církve a předsedou vyšších představených Institutu řeholníků UŘKC.
Dne 14. července 2010 jej Synod biskupů Ukrajinské řeckokatolické církve zvolil pomocným biskupem lvovské archieparchie. Dne 3. srpna 2010 papež Benedikt XVI. volbu schválil a udělil mu titul biskupa z Germaniciany. Biskupské svěcení přijal 5. září z rukou arcibiskupa Ihora Vozniaka a spolusvětiteli byli biskup Julian Voronovskyj a biskup Paul Chomnycky.
Dne 20. dubna 2017 byl papežem Františkem ustanoven biskupem eparchie sv. Mikuláše v Chicagu.